# Tamza
Tamza oftewel Dhamza in het Berbers is een naam van een mythische persoon uit de cultuur van de Berbers, ze komt voornamelijk voor in de sprookjes van de Riffijnen, maar die verhalen zijn ook te vinden bij andere Berbers in Noord-Afrika zoals de Berbers van Libië.
Tamza is volgens de legende een menseneetster die mannen verleidt naar haar grot en hen vervolgens op eet. David Hart schreef hierover dat de Riffijnen in betrekkingen tot hun ouders over Tamza de vrouw van Amziw spreken. Volgens de legende was Tamza meer gevreesd dan haar man Amziw. De Riffijnen vertellen daar ook over dat Tamza en Amziw menseneters waren, maar dat ze hun streek (de streek van de Riffijnen) lang geleden verlaten hebben. David Hart vertelde daarnaast op basis van de Riffijnse verhalen dat Tamza zich in mooie vrouw kon veranderen, en zo mannen kon verleiden naar haar grot om hen daar op te eten. Volgens David Hart bleef er van Tamzaspeuren alleen de rots van Tamza (Azroe 'n Tamza) die in Egzennayen ligt, en nog preciezer, in Ihroeshen. De rots werd naar Tamza vernoemd omdat hij is bewerkt tot een vorm van Tamzashoofd.
Carleton S. Coon was de eerste onderzoeker die aandacht heeft besteed aan de zogenaamde Rots van Tamza (Azroe 'n Tamza), en bekend heeft gemaakt voor de niet-Riffijnen. Later stelde Coon dat Tamza van de primitieve Bachmans was die uitgewezen werden naar het zuiden in hun huidig land (David Hart).
In de verhalen van Tamza speelt de personage Hammo vaak een avontuurlijke rol. Tamza probeert hem te verleiden door zich als onschuldige vrouw voor te stellen, maar Hammo trapt daar niet in en overtreft haar met zijn slimme ideeën.